# Okręg wyborczy Truro and St Austell
Okręg wyborczy Truro and St Austell powstał w 1295 r. i wysyłał do angielskiej, a następnie brytyjskiej, Izby Gmin dwóch deputowanych. Do 1997 r. nosił nazwę Truro. Okręg położony jest w Konrwalii. W 1885 r. liczbę mandatów przypadających na okręg zmniejszono do jednego. Okręg zlikwidowano w 1918 r., ale przywrócono go ponownie w 1950 r. Ponownie został zlikwidowany w 2010 r.

## Deputowani do brytyjskiej Izby Gmin z okręgu Truro and St Austell

### Deputowani w latach 1295–1660
- 1625–1629: Henry Rolle
- 1625: Francis Rous
- 1640–1653: Francis Rous

### Deputowani w latach 1660–1885
- ????–1814: John Lemon
- 1812–1818: George Warrender
- 1814–1818: George Dashwood
- 1818–1820: William Edward Tomline
- 1818–1820: FitzRoy Somerset
- 1820–1826: Hussey Vivian
- 1820–1826: William Gosset
- 1826–1829: FitzRoy Somerset
- 1826–1829: William Tomlison
- 1829–????: John Scott, wicehrabia Encombe
- 1829–????: Natianiel Peach
- ????–1857: John Ennis Vivian
- 1849–1852: Humphrey Willyams
- 1852–1857: Henry Vivian
- 1857–1865: Augustus Smith
- 1857–1859: Edward Brydges Willyams
- 1859–1863: Montague Edward Smith
- 1863–1878: Frederick Martin Williams
- 1865–1871: John Cranch Walker
- 1871–1885: James MacGarel-Hogg
- 1878–1880: Artur Tremayne
- 1880–1885: Edward Brydges Willyams

### Deputowani w latach 1885–1918
- 1885–1892: William Bickford-Smith, Partia Liberalna
- 1892–1895: John Charles Williams, Liberalni Unioniści
- 1895–1906: Edwin Durning-Lawrence, Liberalni Unioniści
- 1906–1918: George Hay Morgan, Partia Liberalna

### Deputowani w latach 1950–2010
- 1950–1970: Geoffrey Wilson, Partia Konserwatywna
- 1970–1974: Piers Dixon, Partia Konserwatywna
- 1974–1987: David Penhaligon, Partia Liberalna
- 1987–2010: Matthew Taylor, Liberalni Demokraci